# Cartier (Manitoba)
Cartier es un municipio rural canadiense situado en la provincia de Manitoba.

## Superficie
Cartier tiene una superficie de 552,94 km².

## Demografía
En 2021, tenía 3344 habitantes, una densidad poblacional de 6 hab./km², y 850 viviendas.